# 康普萨
康普萨（法語：Campsas）是法国南部-比利牛斯大区 塔恩-加龙省的一个市镇，属于蒙托邦区 格里索勒县。该市镇2009年时的人口 为1,368人。

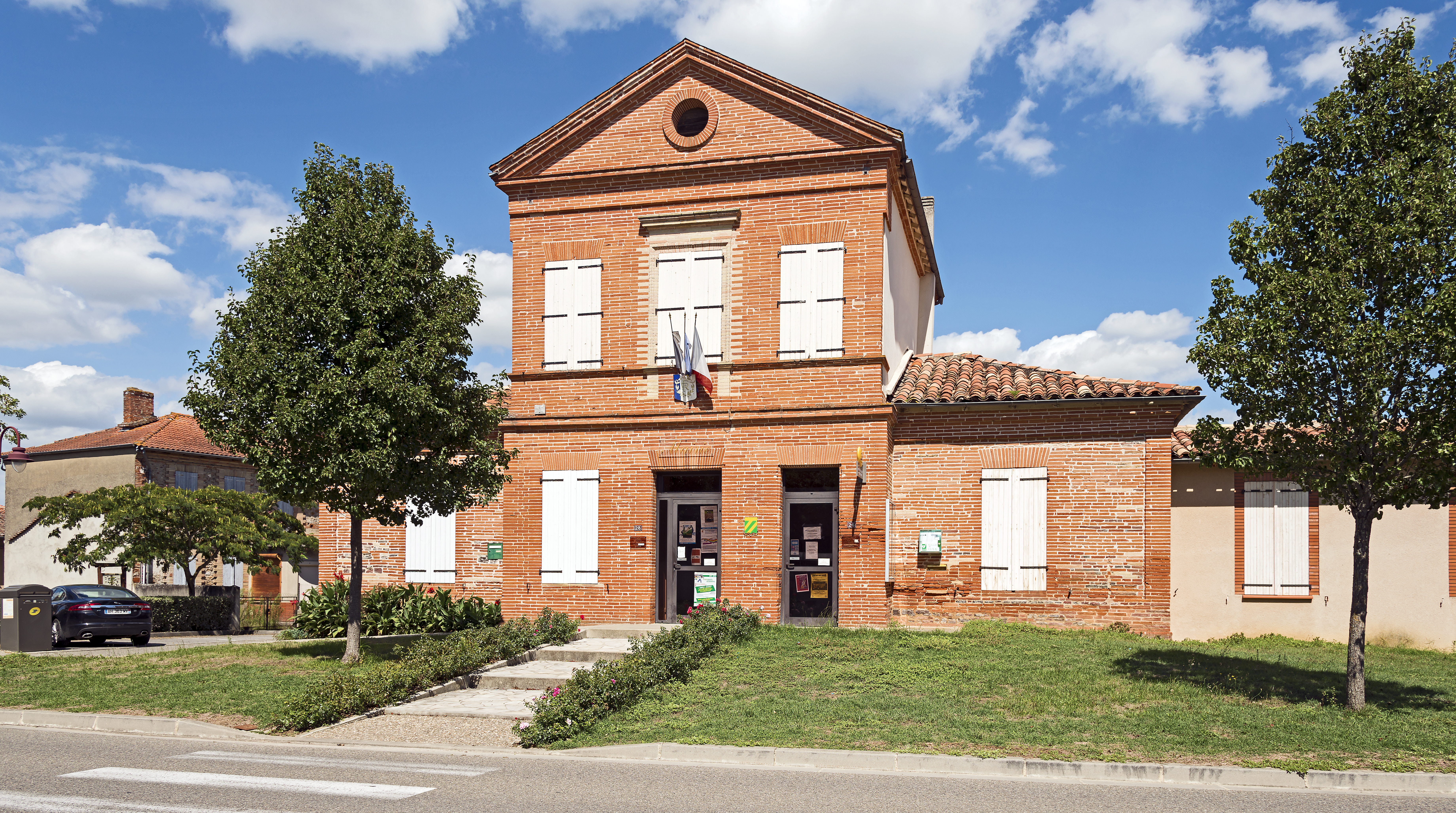
市政厅。
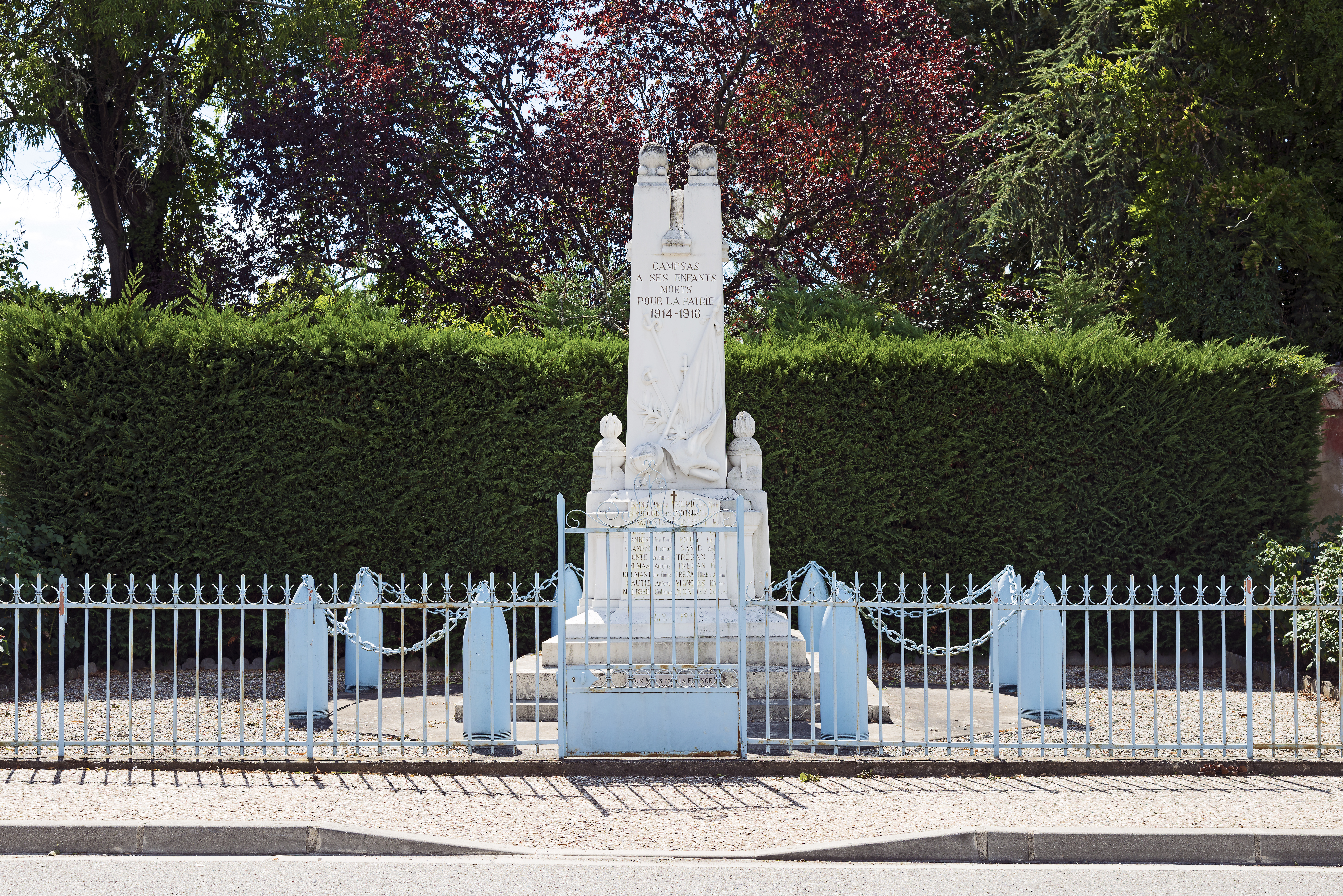
战争纪念馆。

## 人口
康普萨人口变化图示
| 数据来源：INSEE |